# Ena Taslidža
Ena Taslidža (* 14. August 2001 in Darmstadt) ist eine deutsch-bosnische Fußballspielerin.

## Karriere

### Vereine
Taslidža begann im südhessischen Erzhausen beim SV Erzhausen mit dem Fußballspielen. Im weiteren Verlauf nach Frankfurt am Main gelangt, gehörte sie der B-Jugendmannschaft von Eintracht Frankfurt von 2016 bis 2018 an und bestritt jeweils 16 Punktspiele pro Saison und erziele auch jeweils ein Tor pro Saison in der B-Juniorinnen-Bundesliga.
Zur Saison 2018/19 in die zweite Mannschaft aufgerückt, bestritt sie für diese bis zum Saisonende 2019/20 elf Punktspiele in der 2. Bundesliga. Ihr Debüt im Seniorinnenbereich gab sie am 17. Februar 2019 (15. Spieltag) bei der 0:2-Niederlage im Heimspiel gegen den 1. FC Köln als Einwechselspielerin für Aline Czaplicki ab der 81. Minute.
Nach ihrer Zeit in Frankfurt begab sie sich in  die Vereinigten Staaten an die University of Miami für ein Studium. Für das Sport-Team der Bildungseinrichtung, die Hurricanes, wurde sie in drei Meisterschaftsspielen in der Atlantic Coast Conference eingesetzt. Nach nur einem Jahr kehrte sie nach Deutschland zurück und kam für den 1. FFC 08 Niederkirchen vom 19. Mai bis zum 6. Juni 2021 in neun Zweitligaspielen zum Einsatz, wie auch in fünf, vom 12. September bis zum 14. November 2021 für die dritte Mannschaft von Eintracht Frankfurt in der Regionalliga Süd-Südwest.
Nach Spanien gelangt, spielte sie für den FC Granada in der Süd-Gruppe der Segunda Federación, der dritthöchsten Spielklasse im spanischen Frauenfußball; nach nur fünf Punktspielen kehrte sie abermals nach Deutschland zurück. Sie spielte ein zweites Mal für die dritte Mannschaft von Eintracht Frankfurt und wurde in 20 von 24 Saisonspielen eingesetzt, in denen sie 14 Tore erzielte.
Zur Saison 2023/24 wurde sie vom 1. FFC Turbine Potsdam verpflichtet. Mit drei Toren in 22 Punktspielen trug sie zur Zweitligameisterschaft, verbunden mit dem Aufstieg in die Bundesliga, bei. In der höchsten Spielklasse debütierte sie am 5. Oktober 2024 (5. Spieltag) bei der 0:3-Niederlage im Auswärtsspiel gegen den SC Freiburg mit Einwechslung für Bianca Schmidt zur zweiten Spielzeit.
Zur Saison 2025/26 wechselte sie zum französischen Zweitligisten FC Évian Thonon Gaillard.

### Auswahl- / Nationalmannschaft
Taslidža kam als Spielerin der Auswahlmannschaft des Hessischen Fußball-Verbandes der Altersklassen U16 (2016 und 2017) und U18 (2017) in insgesamt zwölf Spielen im Turnier um den DFB-Länderpokal an der Sportschule Wedau in Duisburg zum Einsatz.
Für das Herkunftsland ihrer Eltern debütierte sie als Nationalspielerin. Bereits im Alter von 16 Jahren kam die für die A-Nationalmannschaft Bosnien-Herzegowinas am 12. Juni 2018 zu ihrem Debüt. Sie bestritt mit ihrer Mannschaft das vorletzte Spiel der WM-Qualifikationsgruppe 1 bei der 0:2-Niederlage gegen die Nationalmannschaft Kasachstans in Zenica mit Einwechslung für Amela Kršo ab der 72. Minute.
Für die U19-Nationalmannschaft kam sie in drei Spielen der 1. EM-Qualifikationsrunde für die Europameisterschaft 2019 zum Einsatz (0:2 vs. Tschechien; am  2. Oktober 2018, 0:10 vs. Norwegen; am 5. Oktober 2018, 1:0 vs. Georgien; am 8. Oktober 2018) zum Einsatz.
Anschließend bestritt sie (die letzten) sechs Spiele der WM-Qualifikationsgruppe E sowie das Play-off-Spiel der ersten Runde gegen die Nationalmannschaft Wales’ bei der 0:1-Niederlage n. V. am 6. Oktober 2022 in Cardiff. Des Weiteren kam sie in zwei in Freundschaft ausgetragenen Länderspielen (0:1 vs. Serbien; am 17. Februar 2022 und 1:2 vs. Philippinen; am 26. Juni 2022) zum Einsatz.
Zuletzt kam sie in zwei Spielen der Gruppe B4 im Turnier der Nations League am 22. September 2023 (2:1 vs. Belarus; in Győr) und am 31. Oktober 2023 (2:2 vs. Tschechien; in Hradec Králové) zum Einsatz.